# Pleistocenul târziu
| Subdiviziunile Cuaternarului | Subdiviziunile Cuaternarului | Subdiviziunile Cuaternarului | Subdiviziunile Cuaternarului | Subdiviziunile Cuaternarului |
| Perioadă                     | Epocă                        | Vârstă                       | Vechime (milioane ani)       | Vechime (milioane ani)       |
| ---------------------------- | ---------------------------- | ---------------------------- | ---------------------------- | ---------------------------- |
| Cuaternar                    | Holocen                      | Meghalayan                   | 0                            | 0,0042                       |
| Cuaternar                    | Holocen                      | Northgrippian                | 0,0042                       | 0,0082                       |
| Cuaternar                    | Holocen                      | Greenlandian                 | 0,0082                       | 0,0117                       |
| Cuaternar                    | Pleistocen                   | 'Tarantian'                  | 0,0117                       | 0,126                        |
| Cuaternar                    | Pleistocen                   | 'Chibanian'                  | 0,126                        | 0,781                        |
| Cuaternar                    | Pleistocen                   | Calabrian                    | 0,781                        | 1,80                         |
| Cuaternar                    | Pleistocen                   | Gelasian                     | 1,80                         | 2,58                         |

Pleistocenul târziu este cea mai recentă vârstă a epocii Pleistocen. Pleistocenul este prima epocă a perioadei Cuaternar (a doua este Holocen) și este alcătuit din următoarele vârste: Gelasian, Calabrian, Chibanian și Tarantian. Limitele cronometrice ale Pleistocenul târziu (sau Pleistocenul superior sau Tarantian) sunt cuprinse între 126.000 și 11.784 de ani. Termenul Tarantian provine de la numele latinesc Tarentum al orașului Taranto din sudul Italiei.
Cea mai mare parte a Pleistocenului târziu a fost marcată de ultima epocă de gheață sau glaciațiunea Würm, al cărei echivalent în America de Nord este glaciațiunea Wisconsin. Mare parte din megafaună a devenit extinctă în timpul acestei vârste, tendință care a continuat și în Holocen. Pleistocenul târziu conține stadiul Paleoliticul superior al dezvoltării umane, incluzând migrația și dispersia în afara Africii a oamenilor moderni anatomic și extincția  ultimelor specii umane arhaice rămase.